# Tchaj-wan (ostrov)

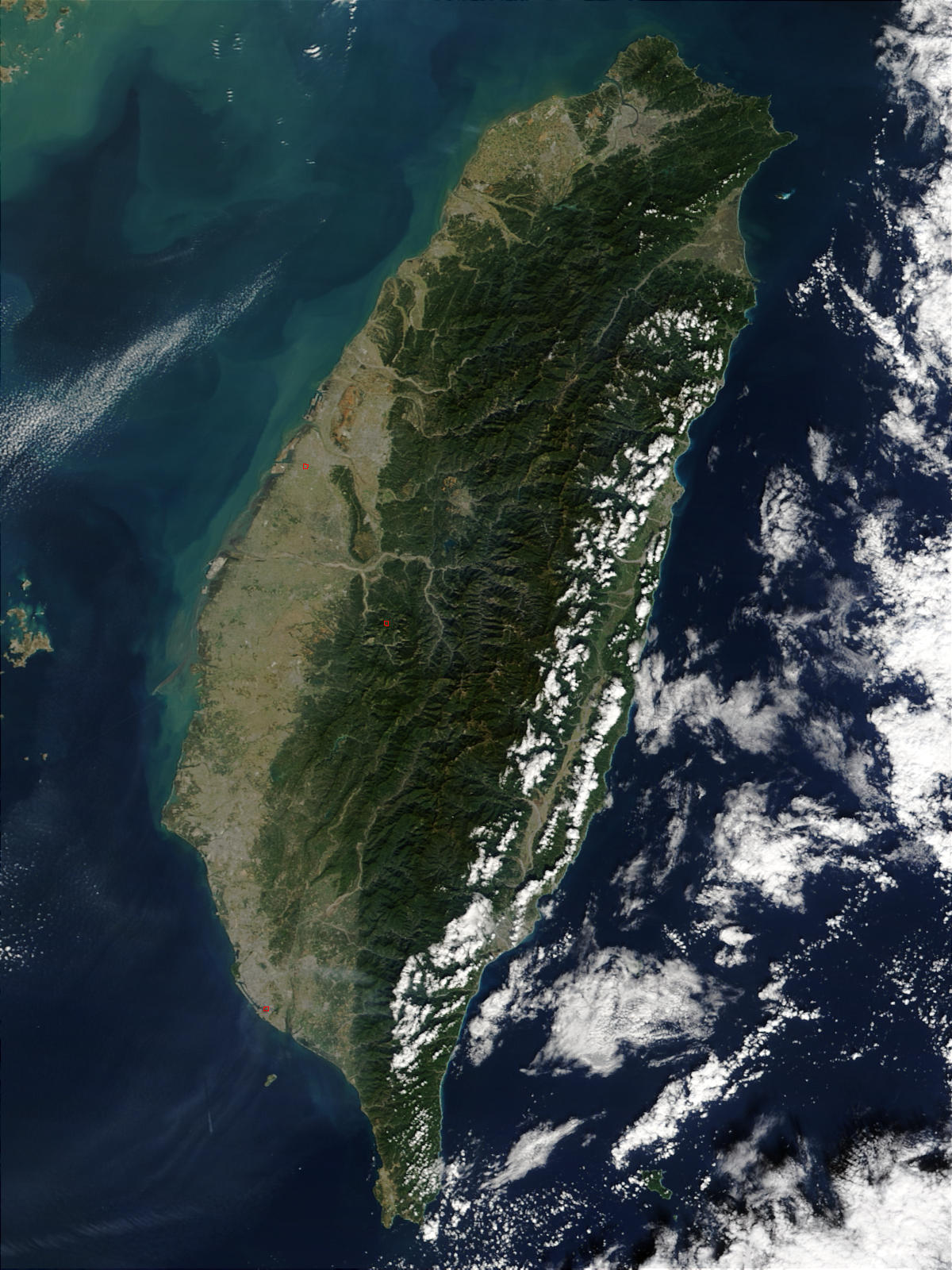
Satelitní snímek Tchaj-wanu (NASA).

Tchaj-wan (též Formosa, TZ: 臺灣, ZZ: 台湾, hanyu pinyin Táiwān, tongyong pinyin Táiwan, Wade-Giles T'ai-wan, tchajwansky Tâi-oân) je ostrov ve východní Asii.
Spolu s několika dalšími menšími ostrovy je součástí Čínské republiky, kterou však většina států světa jako nezávislou oficiálně neuznává, protože diplomatické styky s ní netoleruje Čínská lidová republika. Ta považuje ostrov za svou provincii, avšak Čínská republika, většinou nazývaná prostě Tchaj-wan, je dnes de facto nezávislý demokratický stát.
Na území ostrova se administrativně nachází 10 okresů (縣), 6 centrálně spravovaných měst a 3 města Tchaj-wanu. Do roku 1998 byla část ostrova spolu s Peskadorskými ostrovy spravována jako provincie Tchaj-wan.
Název dle některých historiků je odvozen od pojmenování oblasti dnešního Tchaj-nanu domorodým kmenem Siraya. Fonetický přepis se postupně začal používat pro pojmenování celého ostrova. Portugalci, kteří Tchaj-wan objevili pro Evropu, mu dali jméno Ilha Formosa, což znamená Krásný ostrov; pojmenování Formosa se částečně udrželo dodnes.

## Geografie
Západní část ostrova je plochá a navazuje na mělké dno Tchajwanského průlivu. Zde se soustřeďuje drtivá většina osídlení a infrastruktury. Střední a východní část ostrova vyplňují až 3 952 m vysoké hory, táhnoucí se převážně v severojižním směru. Vznikají od třetihor tektonickými posuny i doprovodnou sopečnou činností, způsobenou nasouváním filipínské oceánské desky pod jihočínskou.
Tchaj-wan je podle maximální nadmořské výšky 4. nejvyšší ostrov na světě (po Nové Guineji, Borneu a Havaji) Tchajwanská pohoří se dělí na následující celky:
- Pobřežní hory (海岸山脈) podél východního pobřeží, jejich svahy prudce spadají přímo do moře
- Střední hory (中央山脈) vedle Pobřežních hor
- Jüšanské hory (玉山山脈) v jižní polovině ostrova, západně od Středních hor
- Ališanské hory (阿里山山脈) západně od Jüšanských
- Sněžné hory (雪山山脈) severně od Ališanských a Jüšanských, severozápadně od Středních
- Tatchunské sopečné pohoří (大屯火山彙) na severním cípu ostrova (zahrnuje Jang-ming-šan u Tchaj-peje)

## Historie
První důkazy o lidském osídlení na ostrově Tchaj-wan se datují před 40 000 lety, počátek neolitického osídlení, snad předky dnešních domorodých kmenů, se datuje před 6 000 lety. Domorodé jazyky jsou řazeny mezi austronéské jazyky blízké jazykům obyvatel dnešních Filipín, Indonésie či Nové Guineje a Polynésie. Příslušníci těchto jazykových skupin jsou rovněž považováni za původní obyvatele ostrova. Tchaj-wan je také považován za nástupiště migračních vln, které v období počínaje před 4 000 lety osídlily ostrovy Tichého a Indického oceánu. Čínští zemědělci a obchodníci se na ostrově začali usazovat od doby mongolské okupace ve 13. století a ostrov se postupně stal okrajovou součástí čínské říše.[zdroj?]
Mezi 13. a 16. stol. sporadicky navštěvovali ostrov Tchaj-wan čínští rybáři či piráti. V r. 1544 jej Portugalci pojmenovali Ilha Formosa. V první polovině 17. století se Tchaj-wan stal předmětem koloniálního soupeření mezi Nizozemskem a Španělskem, v téže době proběhla další velká vlna čínského přistěhovalectví z přilehlých pevninských provincií. Holanďané založili r. 1624 kolonii s hlavním městem Zeelandia na místě dnešního Tchaj-nanu. Pracovní síly dováželi z Fu-ťienu. Španělé okupovali v letech 1626–1642 části severního výběžku ostrova v místech dnešních měst Ťi-lungu a Tanshui.
V roce 1662 Čeng Čcheng-kung (Koxinga), který ve jménu svržené dynastie Ming bojoval proti nové mandžuské dynastii Čching, porazil Holanďany a donutil je k odchodu (ovládali tak jihozápadní části ostrova v letech 1624–1662). Tchaj-wan se tak na dvě desetiletí stal poslední baštou protimandžuského odporu. Koxinga založil na Tchaj-wanu Království Tungning, jeho následníky byli jeho syn a vnuk. Po Čchengově smrti (1662) pak roku 1683 Čchingové části ostrova obsadili a po následující dvě století ovládali. Ke konci čchingského období v roce 1895 bylo přibližně 45% území Tchaj-wanu (západ a sever) ovládáno říší Čching a osídleno více než dvěma miliony obyvatel chanského či smíšeného původu. Zbytek (východ, jih a pohoří) byl volně obydlen původním obyvatelstvem.
Po prohrané válce s Japonskem musela čchingská Čína roku 1895 Šimonoseckým mírem mimo jiné postoupit Tchaj-wan Japonsku. Obyvatelé Tchaj-wanu, než by se nechali odevzdat do japonského područí, se za této situace pokusili prohlásit nezávislost jako tzv. Tchajwanský demokratický stát (druhá republika v dějinách Asie). Tento pokus však po několika měsících ukončila okupace Tchaj-wanu Japonskem. 
Následující desetiletí pod japonskou vládou byla charakterizována jak výrazným hospodářským rozvojem a industrializací (železnice, školy, kanalizace atd. – tchajwanská architektura v období 1895–1945), tak potlačováním čínské identity, krutým zacházením s příslušníky domorodých kmenů a snahami o japanizaci obyvatelstva. V roce 1935 započal proces včlenění ostrova do Japonského císařství jako plnoprávné provincie.
Na postupimské konferenci bylo s přihlédnutím k závěrům z konference v Káhiře (1943) rozhodnuto, že Tchaj-wan bude znovu přičleněn k Číně.[zdroj?] Ostrované, jejichž země byla hospodářsky podstatně vyspělejší než většina pevninské Číny, se však ani nyní nedočkali většího podílu na správě svých záležitostí. Čínská republika sice vytvořila místní vládu a úřady, ale obsazovala je výhradně lidmi z pevniny. Bezohledná byla také hospodářská politika Čínské republiky vůči Tchaj-wanu. Napětí vyvrcholilo v protikuomintangským povstáním, které v Tchaj-peji propuklo 28. února 1947. To bylo krvavě potlačeno během tzv. Masakru 228 (kolem 10 000 obětí) a nad ostrovem byl vyhlášen výjimečný stav, který přetrval až do roku 1987.
Od konce roku 1948 probíhal v souvislosti s obratem v čínské občanské válce masový příliv uprchlíků z pevninské Číny na ostrov. V roce 1949 se na ostrov uchýlily zbytky Kuomintang armády, která na pevnině prohrála občanskou válku s komunisty. Změněná vojenskopolitická situace ve východní Asii, kdy se v souvislosti s korejskou válkou na obranu Tchaj-wanu začaly angažovat USA, však po roce 1950 zabránila obsazení ostrova armádou ČLR. Tchaj-wan si tak udržel nezávislost na komunistech až dodnes. Do začátku devadesátých let však i na Tchaj-wanu vládl krajně pravicový totalitní režim. Od konce 80. let následovala postupná demokratizace Tchaj-wanu.

## Zajímavá místa
- Tchaj-pej - hlavní město Tchaj-wanu, leží na severu ostrova, má několik milionů obyvatel a nachází se v něm jedna z nejvyšších budov světa Tchaj-pej 101.
- Kao-siung - několikamilionové město ležící na jihu ostrova.
- Tchaj-nan - v minulosti hlavní město, ležící na jihu ostrova
- Jezero Slunce a Měsíce leží uprostřed ostrova
- Národní park Taroko leží na východním pobřeží nedaleko města Chua-lien